# Liga ACT 2025
La temporada 2025 de la Liga ACT (conocida como Eusko Label Liga por motivos de patrocinio) será la vigésimo tercera edición de la competición de traineras organizada por la Asociación de Clubes de Traineras. Competirán 12 equipos encuadrados en un único grupo. La temporada regular comenó el 5 de julio en Bilbao y tiene terminará el 31 de agosto en Ares (La Coruña). Posteriormente se disputarán, junto con las dos últimas banderas de la temporada, los play-off para el descenso a la Liga ARC o a la Liga LGT.

## Sistema de competición
La competición consta de tres tipos de regatas:
- Regatas puntuables: computan para la clasificación de la liga y todos los clubes deben participar en ellas.
- Regatas no puntuables: no computan para la clasificación de la liga y los clubes pueden no participar en ellas mediando causa justificada. En la temporada 2025, a fecha de edición, no ha habido ninguna.
- Regatas de play-off: se disputan 2 regatas en la que participan el clasificado en undécimo lugar antes de las dos últimas regatas y dos representantes de la Liga ARC y otros dos de la LGT. El clasificado en último lugar desciende directamente.

En esta edición se disputarán 19 banderas durante la temporada regular y dos regatas de play-off. Todos los integrantes de la Liga ACT disputan las regatas puntuables excepto las 2 que coinciden con el desarrollo de los play-off. En estas dos últimas regatas no participan los siguientes clasificados después de la decimoctava regata: los clasificados en los puestos noveno y décimo; el penúltimo clasificado ya que rema en la tanda de los play-off y el último, que desciende directamente a las ligas ARC o LGT. Por tanto, estas dos últimas banderas solo las disputan los ocho primeros clasificados tras la disputa de las 18 primeras regatas.

## Calendario

### Temporada regular
Las siguientes regatas tendrán lugar en 2025.
| Orden | Regata                                                                    | Fecha            | Hora  | Localidad            | Provincia  |
| ----- | ------------------------------------------------------------------------- | ---------------- | ----- | -------------------- | ---------- |
| 1     | XVI Bandera de Bilbao                                                     | 5 de julio       | 18:16 | Bilbao               | Vizcaya    |
| 2     | XXIV Bandera Ayuntamiento de Sestao                                       | 6 de julio       | 12:21 | Sestao               | Vizcaya    |
| 3     | XVII Bandera Fabrika                                                      | 12 de julio      | 18:21 | San Sebastián        | Guipúzcoa  |
| 4     | XLII. Bandera Petronor                                                    | 13 de julio      | 12:21 | Ciérvana             | Vizcaya    |
| 5     | II Bandera CMO Valves                                                     | 19 de julio      | 18:16 | Pasajes              | Guipúzcoa  |
| 6     | XXXV Bandera de Orio - XIII Bandera Orio Kanpina                          | 20 de julio      | 12:21 | Orio                 | Guipúzcoa  |
| 7     | XLVII Bandera de Guecho - XXI Homenaje a Lehendakari J.A. Agirre          | 26 de julio      | 18:21 | Guecho               | Vizcaya    |
| 8     | XIII Bandera CaixaBank                                                    | 27 de julio      | 12:21 | Castro-Urdiales      | Cantabria  |
| 9     | XXXVIII Bandera de Fuenterrabía - Gran Premio Mapfre                      | 2 de agosto      | 18:21 | Fuenterrabía         | Guipúzcoa  |
| 10    | XXXIX Bandera El Correo-Gran Premio Kutxabank - Ayuntamiento de Lequeitio | 3 de agosto      | 12:21 | Lequeitio            | Vizcaya    |
| 11    | III Bandera Barbanza Arosa                                                | 9 de agosto      | 18:21 | Puebla del Caramiñal | La Coruña  |
| 12    | XXXV Bandera Concejo de Boiro                                             | 10 de agosto     | 12:21 | Boiro                | La Coruña  |
| 13    | XLVII Bandera de Zarauz (jornada 1)                                       | 16 de agosto     | 18:21 | Zarauz               | Guipúzcoa  |
| 14    | XLVII Bandera de Zarauz (jornada 2)                                       | 17 de agosto     | 12:21 | Zarauz               | Guipúzcoa  |
| 15    | XLI Bandera de Ondárroa - Gran Premio Cikautxo                            | 23 de agosto     | TBA   | Ondárroa             | Vizcaya    |
| 16    | XVI Bandera de Guetaria                                                   | 24 de agosto     | TBA   | Guetaria             | Guipúzcoa  |
| 17    | IV Bandera Concejo de Bueu                                                | 30 de agosto     | TBA   | Bueu                 | Pontevedra |
| 18    | XVIII Bandera Concejo de Ares                                             | 31 de agosto     | TBA   | Ares                 | La Coruña  |
| 19    | II Bandera Piskin Marinoil - Villa de Bermeo                              | 20 de septiembre | TBA   | Bermeo               | Vizcaya    |
| 20    | LV GP- LI Bandera El Corte Inglés - Ayuntamiento de Portugalete           | 21 de septiembre | TBA   | Portugalete          | Vizcaya    |

### Play-off de ascenso a Liga ACT
| Orden | Regata      | Fecha            | Hora | Provincia |
| ----- | ----------- | ---------------- | ---- | --------- |
| 1     | Bermeo      | 20 de septiembre | TBA  | Vizcaya   |
| 2     | Portugalete | 21 de septiembre | TBA  | Vizcaya   |

## Traineras participantes
| Equipo                     | Nombre de la Trainera | Localidad           | Provincia |
| -------------------------- | --------------------- | ------------------- | --------- |
| CR Cabo da Cruz            | Cabo da Cruz          | Boiro               | La Coruña |
| CR Ares                    | Santa Olalla de Lubre | Ares                | La Coruña |
| Zierbena-Bahías de Vizcaya | Zierbena              | Ciérvana            | Vizcaya   |
| Kaiku                      | Bizkaitarra           | Sestao              | Vizcaya   |
| Bermeo Urdaibai            | Bou Bizkaia           | Bermeo              | Vizcaya   |
| Lekittarra-Elecnor         | Lekittarra            | Lequeitio           | Vizcaya   |
| Ondarroa-Kide              | Antiguako ama         | Ondárroa            | Vizcaya   |
| Getaria                    | Esperantza            | Guetaria            | Guipúzcoa |
| Orio-Orialki               | San Nikolas           | Orio                | Guipúzcoa |
| Naiz Homes Donostiarra     | Torrekua II           | San Sebastián       | Guipúzcoa |
| San Juan-CMO Valves        | Erreka                | Pasajes de San Juan | Guipúzcoa |
| Orsa Hondarribia           | Ama Guadalupekoa      | Fuenterrabía        | Guipúzcoa |

Los clubes participantes están ordenados geográficamente, de oeste a este.

### Equipos por provincia
| Provincia | N. | Equipos |
| --------- | -- | --- |
| Vizcaya   | 5  | Bermeo Urdaibai-Avia, Kaiku-Berez Galanta, Lekittarra-Elecnor, Ondarroa-Cikautxo, Zierbena-Bahías de Vizcaya |
| Guipúzcoa | 5  | Donostiarra-Amenabar, Fuenterrabía, Getaria, Orio-Orialki, San Juan                                          |
| La Coruña | 2  | Cabo da Cruz, Ares                                                                                           |

### Ascensos y descensos
| Pos. | Ascendido de liga LGT 2024 |
| ---- | -------------------------- |
| 1.º  | Ares                       |

| Pos. | Descencido a la liga LGT 2025 |
| ---- | ----------------------------- |
| 12.º | Bueu - Simei                  |

| Pos. | Ascendido de la liga ARC 2024 |
| ---- | ----------------------------- |
| 1.º  | San Juan                      |

| Pos. | Descendido a liga ARC 2025 |
| ---- | -------------------------- |
| 11.º | San Pedro                  |

     Ascenso después de play-off.
     Descenso directo ordinario.
     Descenso después de play-off.

## Clasificación

### Temporada regular
A continuación se recoge la clasificación en cada una de las regatas disputadas.
Los puntos se reparten entre los doce participantes en cada regata.
| Posición | 1.º | 2.º | 3.º | 4.º | 5.º | 6.º | 7.º | 8.º | 9.º | 10.º | 11.º | 12.º |
| Puntos   | 12  | 11  | 10  | 9   | 8   | 7   | 6   | 5   | 4   | 3    | 2    | 1    |

| Pos. | Club                       | Trainera              | 1 BIL | 2 SES | 3 FAB | 4 PET | 5 CMO | 6 ORI | 7 GUE | 8 CAX | 9 HON | 10 COR | 11 BAR | 12 BOI | 13 ZA1 | 14 ZA2 | 15 OND | 16 GET | 17 BUE | 18 ARE | 19 BER | 20 ING | Puntos |
| ---- | -------------------------- | --------------------- | ----- | ----- | ----- | ----- | ----- | ----- | ----- | ----- | ----- | ------ | ------ | ------ | ------ | ------ | ------ | ------ | ------ | ------ | ------ | ------ | ------ |
| 1    | Orio-Orialki               | San Nikolas           | 1     | 1     | 3     | 1     | 2     | 1     | 1     | 1     | 1     | 2      | 1      | 1      | 1      | 1      |        |        |        |        |        |        | 164    |
| 2    | Zierbena-Bahías de Vizcaya | Zierbena              | 2     | 2     | 4     | 2     | 1     | 5     | 2     | 9     | 5     | 1      | 2      | 6      | 3      | 2      |        |        |        |        |        |        | 136    |
| 3    | Donostiarra-Amenabar       | Torrekua II           | 3     | 5     | 1     | 6     | 5     | 4     | 3     | 2     | 3     | 3      | 3      | 2      | 5      | 4      |        |        |        |        |        |        | 133    |
| 4    | Bermeo Urdaibai            | Bou Bizkaia           | 4     | 3     | 2     | 4     | 7     | 7     | 4     | 8     | 2     | 5      | 4*     | 4      | 2      | 5      |        |        |        |        |        |        | 121    |
| 5    | Fuenterrabía               | Ama Guadalupekoa      | 7     | 4     | 5     | 3     | 3     | 3     | 5     | 4     | 6     | 4      | 4*     | 7      | 6      | 8      |        |        |        |        |        |        | 113    |
| 6    | Getaria                    | Esperantza            | 5     | 8     | 8     | 5     | 4     | 8     | 7     | 5     | 7     | 6      | 6      | 3      | 4      | 3      |        |        |        |        |        |        | 103    |
| 7    | San Juan                   | Erreka                | 12    | 9     | 6     | 9     | 6     | 11    | 6     | 3     | 4     | 10     | 7      | 11     | 7      | 9      |        |        |        |        |        |        | 72     |
| 8    | Lekittarra-Elecnor         | Lekittarra            | 6     | 12    | 9     | 8     | 9     | 2     | 8     | 11    | 8     | 8      | 9      | 5      | 9      | 7      |        |        |        |        |        |        | 71     |
| 9    | Ares                       | Santa Olalla de Lubre | 8     | 6     | 7     | 10    | 10    | 6     | 10    | 7     | 10    | 9      | 11     | 8      | 11     | 10     |        |        |        |        |        |        | 59     |
| 10   | Ondarroa-Kide              | Antiguako ama         | 10    | 7     | 11    | 7     | 8     | 12    | 9     | 6     | 11    | 7      | 8      | 12     | 10     | 6      |        |        |        |        |        |        | 58     |
| 11   | Kaiku-Berez Galanta        | Bizkaitarra           | 9     | 10    | 12    | 12    | 11    | 9     | 12    | 10    | 9     | 11     | 10     | 9      | 8      | 12     |        |        |        |        |        |        | 38     |
| 12   | Cabo da Cruz               | Cabo da Cruz          | 11    | 11    | 10    | 11    | 12    | 10    | 11    | 12    | 12    | 12     | 12     | 10     | 12     | 11     |        |        |        |        |        |        | 25     |

| Color     | Resultado                        |
| --------- | -------------------------------- |
| Oro       | Ganador                          |
| Plata     | Segundo                          |
| Bronce    | Tercero                          |
| Verde     | Puntuó                           |
| Negro     | DSQ - Descalificado              |
| Blanco    | C - Regata cancelada             |
| Sin color | DNP - Inscrito pero no participó |

### Play-off de ascenso a Liga ACT
Los puntos se reparten entre los cinco participantes en cada regata.
| Posición | 1.º | 2.º | 3.º | 4.º | 5.º |
| Puntos   | 5   | 4   | 3   | 2   | 1   |

| Pos. | Club | Trainera | 1 BER | 2 POR | Puntos |
| ---- | ---- | -------- | ----- | ----- | ------ |
| 1    |      |          |       |       |        |
| 2    |      |          |       |       |        |
| 3    |      |          |       |       |        |
| 4    |      |          |       |       |        |
| 5    |      |          |       |       |        |